# 11950 Morellet
11950 Morellet eller 1993 SG5 är en asteroid i huvudbältet som upptäcktes den 19 september 1993 av den belgiske astronomen Eric W. Elst vid CERGA-observatoriet. Den är uppkallad efter fransmannen André Morellet.
Asteroiden har en diameter på ungefär 11 kilometer och den tillhör asteroidgruppen Themis.